# Neujahrskonzert der Wiener Philharmoniker 2008
Das Neujahrskonzert der Wiener Philharmoniker 2008 war das 68. Neujahrskonzert der Wiener Philharmoniker und fand am 1. Jänner 2008 im Wiener Musikverein statt. Dirigent war erstmals Georges Prêtre. 

## Besonderheiten
In diesem Jahr standen fünf Kompositionen auf dem Programm, die nie zuvor im Neujahrskonzert gespielt wurden. ORF hatte zwar sechs Neuigkeiten angekündigt, jedoch wurde dort als neu der Napoleon-Marsch angegeben, der jedoch bereits 1968 erstmals auf dem Programm stand.
Ein Debüt gab es bei der Moderation: Nach 25 Jahren führte nicht mehr Ernst Grissemann durch das Konzert, stattdessen moderierte auf ORF 2 und Ö1 erstmals Barbara Rett.
Der Blumenschmuck für das Neujahrskonzert war auch 2008, wie bereits seit 1980, ein Geschenk der italienischen Stadt Sanremo.

## Ballett
Das Ballett der Wiener Staatsoper und Volksoper tanzte am Karlsplatz eine „Fußballnummer“ (zur Tritsch-tratsch-Polka) und erstmals live im Musikverein den „Donauwalzer“. Ebenso neu war die Albertina als Schauplatz einer Tanzeinlage (Walzer Freuet Euch des Lebens). Die Lipizzaner „tanzten“ zudem zu Die Pariserin in der Hofreitschule.
Solistinnen und Solisten waren Olga Esina, Maria Yakovleva, Dagmar Kronberger, Kathrin Czerny, Vladimir Shishov, Kyrill Kourlaev und Gregor Hatala. Gastsolistin war Fernanda Diniz, die Kostüme kreierte „Art for Art“. Die Live-Choreographie des „Donauwalzers“ im Goldenen Saal verantwortete Christian Tichy, es tanzten Dagmar Kronberger und Wolfgang Grascher.

## Pausenfilm
Georg Rihas Pausenfilm war, wie der Künstler selbst es benannte, „eine charmante Reverenz an die Austragung der Fußball-Europameisterschaft 2008 in Österreich und der Schweiz“: Unter dem Titel „Austrian Kickoff“ zeigte der Film österreichische Landschaften, kulturelle Höhepunkte und architektonische Sehenswürdigkeiten, durch die sich immer wieder ein Fußball bewegte. Zum Schmunzeln anregende, leicht skurrile Episoden verbanden Land und Leute von der Schweizer Grenze in Vorarlberg bis in den Wiener Musikverein hinein, wobei Begeisterung und Freude am Fußballspiel im ganzen Land im Vordergrund standen.

## Fernsehübertragung
Das Neujahrskonzert 2008 wurde in Radio und Fernsehen weltweit übertragen. Mitzuerleben war die ORF-Übertragung in 54 Ländern von Albanien bis Zypern: Neben so gut wie allen europäischen Ländern waren nach Angaben von ORF u. a. Australien, südamerikanische Länder von Bolivien bis Uruguay, China, Indonesien, Japan, Russland und die USA live oder je nach Zeitzone zeitversetzt via TV-Übertragung dabei. Ebenso übernahmen insgesamt 32 europäische Radiostationen live das Neujahrskonzert. WGBH Boston leitete die Aufnahme an 300 amerikanische Radiostationen weiter, ebenso übertrugen NHK Tokio und Radio Guangdong China.
Die Bildregie führte wie im Vorjahr Brian Large.

## Aufnahmen
Die Aufnahme des Konzertes zählte in Österreich zu den meistverkauften Alben des Jahres 2008. Die CD zum Konzert erschien am 7. Jänner, die DVD am 14. Jänner 2008.

## Programm

### 1. Teil
- Johann Strauss (Sohn): Napoleon. Marsch, op. 156
- Josef Strauss: Dorfschwalben aus Österreich, Walzer, op. 164
- Josef Strauss: Laxenburger Polka, op. 60*
- Johann Strauss (Vater): Paris, Walzer, op. 101*
- Johann Strauss (Vater): Versailler Galopp, op. 107*
- Johann Strauss (Sohn): Orpheus-Quadrille, op. 236*
- Joseph Hellmesberger junior: Kleiner Anzeiger, Galopp, op. 4

### 2. Teil
- Johann Strauss (Sohn): Ouvertüre zu Indigo und die vierzig Räuber
- Johann Strauss (Sohn): Freuet euch des Lebens, Walzer, op. 340
- Johann Strauss (Sohn): Bluette, Polka française, op. 271
- Johann Strauss (Sohn): Tritsch-Tratsch, Polka schnell**, op. 214
- Joseph Lanner: Hofballtänze, Walzer, op. 161
- Josef Strauss: Die Libelle, Polka mazur, op. 204
- Johann Strauss (Sohn): Russischer Marsch, op. 426
- Johann Strauss (Sohn): Die Pariserin, Polka française, op. 238*
- Johann Strauss (Vater): Chineser-Galopp, op. 20
- Johann Strauss (Sohn): Kaiser-Walzer, op. 437
- Johann Strauss (Sohn): Die Bajadere, Polka schnell, op. 351

### Zugaben
- Josef Strauss: Sport-Polka, Polka schnell, op. 260
- Johann Strauss (Sohn): An der schönen blauen Donau, Walzer, op. 314
- Johann Strauss (Vater): Radetzky-Marsch, op. 228

Werkliste und Reihenfolge sind der Website der Wiener Philharmoniker entnommen.
Mit * gekennzeichnete Werke standen erstmals in einem Programm eines Neujahrskonzertes.
** Die Tritsch-Tratsch-Polka ist keine Polka schnell (Schnellpolka) im eigentlichen Sinn, diese Bezeichnung wird von Johann Strauss (Sohn) erst ab op. 281 (Vergnügungszug (Polka schnell)) gebraucht.